# جيمس بيفان (لاعب اتحاد الرغبي)
جيمس بيفان (بالإنجليزية: James Bevan)‏ هو لاعب اتحاد الرغبي أسترالي، ولد في 15 أبريل 1858 في فيكتوريا في أستراليا، وتوفي في 3 فبراير 1938 في ليتونستون ‏ في المملكة المتحدة.

## وصلات خارجية
- جيمس بيفان عل موقع إسبنسكروم (الإنجليزية)